# Przewrót majowy (Serbia)
Przewrót majowy (serb. Мајски преврат, trb. Majski prevrat) – zamach stanu przeprowadzony w nocy z 28 maja?/10 czerwca 1903 na 29 maja?/11 czerwca 1903 w Serbii przez grupę oficerów pod dowództwem porucznika Dragutina Dimitrijevicia (ps. Apis) i pułkownika Aleksandara Mašina. W jego rezultacie zamordowany został król Aleksander I Obrenowić wraz z małżonką Dragą, a ponadto członkowie rodziny Dragi, oficerowie gwardii pałacowej, premier Serbii Dimitrije Cincar-Marković i minister wojny, a władzę przejęła – po raz drugi – dynastia Karadziordziewiciów.

## Tło wydarzeń
Od połowy XIX wieku Serbią władała dynastia Obrenowiciów. Pod rządami króla Milana I (1882–1889) i jego syna Aleksandra I, który wstąpił na tron w 1889, kraj odszedł od tradycyjnej polityki zagranicznej, wyrażającej się hasłem „Bałkany dla ludów bałkańskich”, stając się faktycznie lojalnym satelitą Austro-Węgier. Był to jeden z powodów, dla których obaj władcy byli w społeczeństwie niepopularni, nie cieszyli się szacunkiem również poza granicami Serbii. Kolejnym powodem był panujący w państwie bałagan, w tym problemy z terminowym wypłacaniem wynagrodzeń urzędników i oficerów. Ostateczny upadek autorytetu monarchii Obrenowiciów nastąpił w lipcu 1900, gdy Aleksander ogłosił zamiar poślubienia Dragi Mašin, byłej damy dworu w otoczeniu jego matki, królowej Natalii. Decyzja ta wywołała ogromny skandal, w proteście przeciwko decyzji króla dymisję złożył cały rząd.
Młodsi oficerowie armii serbskiej byli oburzeni faktem, że żaden ze starszych oficerów w imieniu armii, nie sprzeciwił się zdecydowanie planom króla. Ich niechęć do pary królewskiej wzmogły jeszcze zmiany, jakie nastały w armii po ślubie Aleksandra i Dragi – protegowani króla otrzymywali awanse wbrew obowiązującej procedurze, oficerowie nie otrzymywali na czas żołdu, wojsko zobowiązano do traktowania braci królowej jak członków rodziny panującej. W lipcu 1901 w wojsku zaczęła się tworzyć organizacja spiskowa szykująca zabójstwo pary królewskiej. Weszli do niej porucznik Antonije Antić, kapitan Radimir Arandjelović, kapitan Milan Petrović, porucznik Dragutin Dulić i porucznik Dragutin Dimitrijević zw. Apis, który objął w grupie kierownictwo.

## Plany zamachu stanu

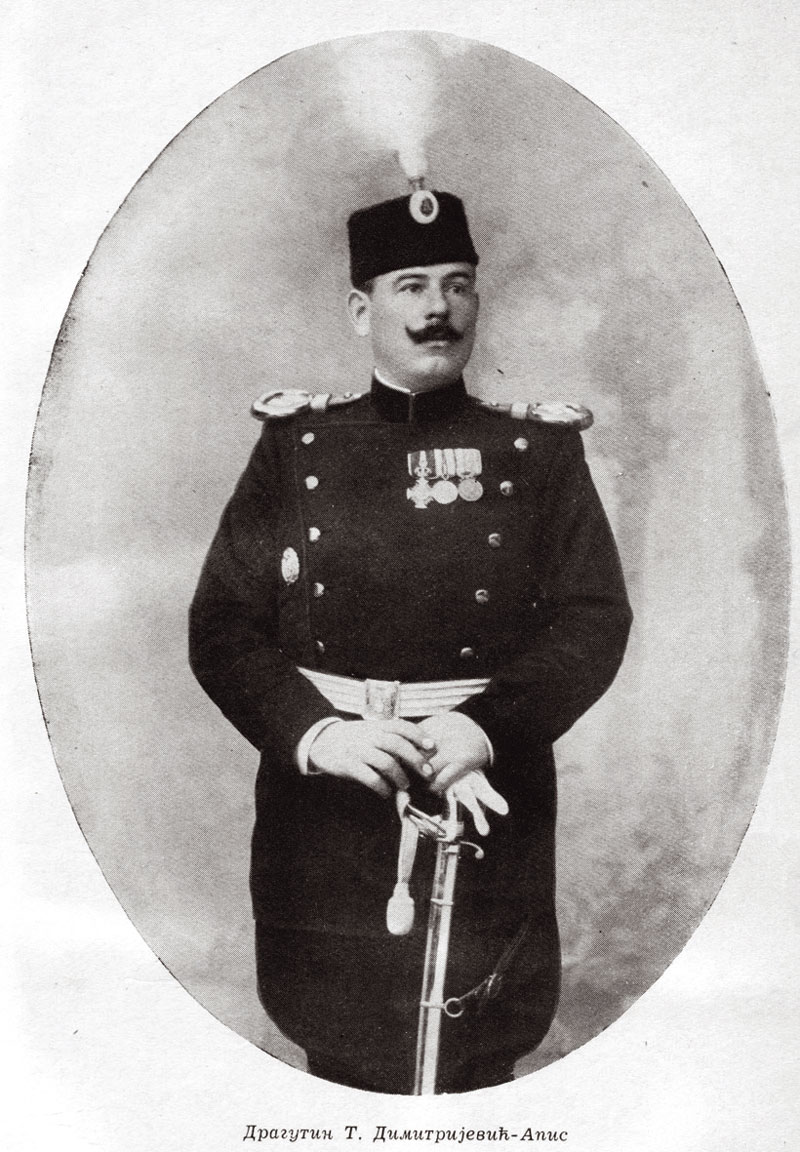
Przywódca spisku Dragutin Dimitrijević

Spiskowcy opracowali pierwszy plan zamachu przed wrześniem 1901. Zamierzali dostać się na bal z okazji urodzin królowej w belgradzkiej restauracji Kolarac, a następnie zamordować Aleksandra i Dragę zatrutymi sztyletami. Jednak małżonkowie nie pojawili się na uroczystości. Nie powiódł się również drugi plan Apisa, zakładający zamordowanie króla i królowej podczas wizyty w jednostce wojskowej w Ubie. 1 listopada 1901 uczestnicy spisku pierwszy raz podjęli kwestię zmian, jakie zamierzali narzucić w Serbii już po zabójstwie Aleksandra. Postanowili również wciągnąć do konspiracji przedstawicieli cywilnej opozycji wobec polityki monarchy. Do spisku zgodził się przyłączyć były minister policji Djordje Genčić, który wcześniej bezskutecznie odradzał Aleksandrowi poślubienie Dragi. Następnie plany poparli również liderzy liberałów, Jovan Avakumović oraz gen. Jovan Atanacković, a także zwolennik restytucji rządów Karadziordziewiciów, Nikola Hadji-Toma. Spiskowcy rozważali początkowo zaproszenie do Serbii jednej z dynastii pochodzenia niemieckiego, księcia z Rosji lub czarnogórskiego księcia Mirosława (Mirka), niektórzy proponowali proklamowanie republiki, ostatecznie jednak zdecydowano o zachowaniu ustroju monarchicznego i uznano, że najlepszym kandydatem na nowego króla będzie przebywający w Szwajcarii Piotr Karadziordziewić, syn zdetronizowanego księcia Aleksandra Karadziordziewicia i jego małżonki Persidy.

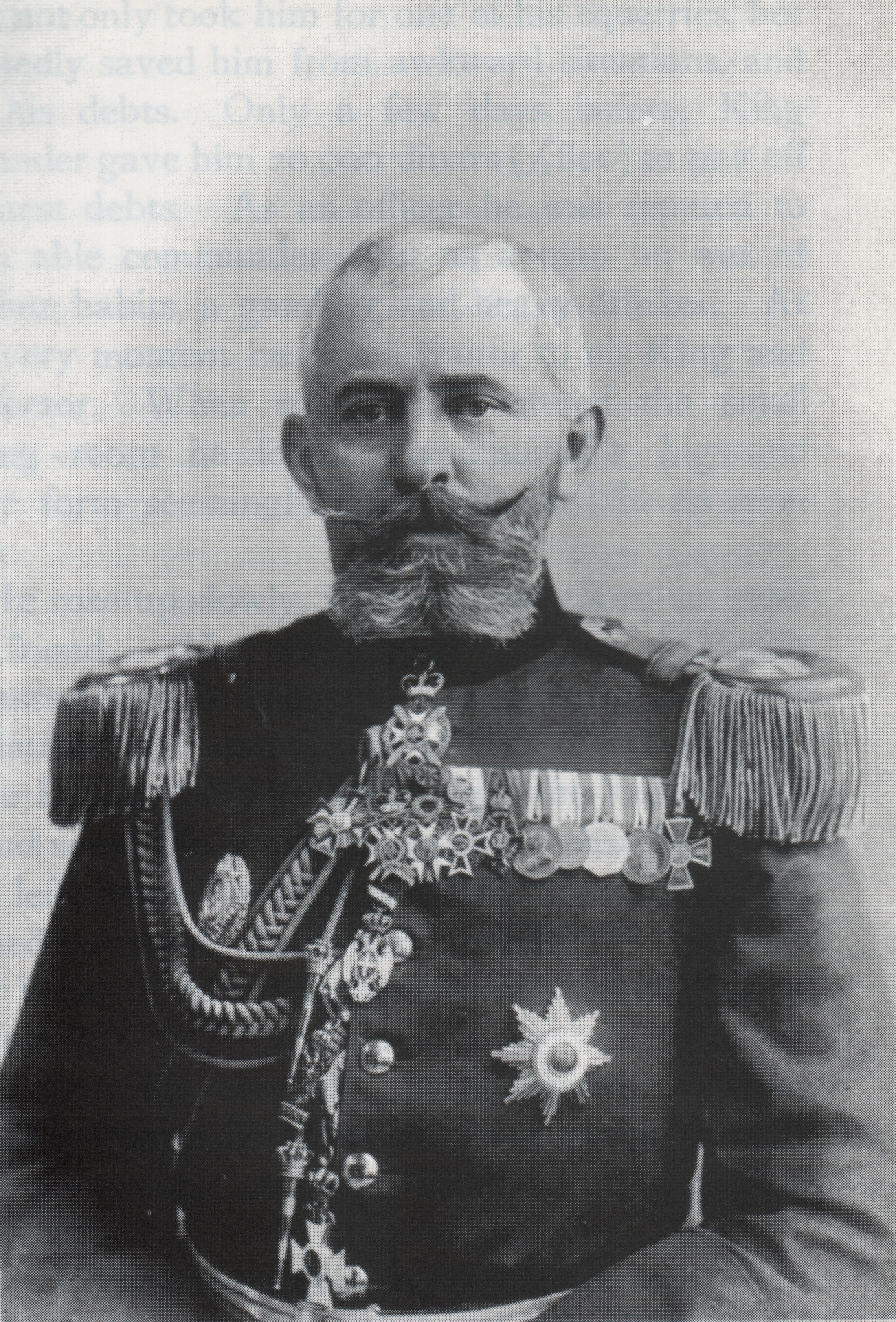
Pułkownik Aleksandar Mašin, który opracował ostateczny plan spisku

W grudniu 1901 wojskowi i cywilni spiskowcy ostatecznie doszli do porozumienia: oficerowie mieli przeprowadzić przewrót, natomiast politycy – zadbać o sprawne utworzenie koalicyjnego rządu i niedopuszczenie do zagranicznej interwencji w Serbii. Liderzy opozycji w kolejnych miesiącach dyskretnie sondowali nastroje na dworach rosyjskim i austriackim, by przekonać się, czy któreś z mocarstw nie zechce angażować się w obronę Obrenoviciów. Przekonali się, że Rosja nie będzie bronić tej dynastii w razie jej obalenia, zaś Austro-Węgrom, gdzie o spisku dowiedziano się na długo przed wprowadzeniem planu w życie, było obojętne, kto będzie rządził Serbią, byle zachował kurs proaustriacki. W tym samym czasie kierujący spiskiem młodsi oficerowie pozyskali dla planów puczu grupę starszych oficerów, w tym pułkownika Petara Mišicia, dowodzącego batalionem w stacjonującym w Belgradzie 6 pułku oraz pułkownika Aleksandara Mašina, brata Svetozara Mašina, pierwszego męża królowej Dragi, który opracował szczegóły ostatecznego planu przewrotu. W 1902 Dragutin Dimitrijević, Radomir Arandjelović i Antonije Antić przekonali część wahających się jeszcze konspiratorów, że król musi zostać zamordowany, a nie tylko zmuszony do abdykacji. Łącznie w garnizonie belgradzkim zamachowcy pozyskali dla swoich planów ponad setkę zwolenników, a do końca 1902 dodatkowo 36 wojskowych w garnizonie niskim i kolejnych w Negotinie i Zaječarze. Nadal jednak większość armii była lojalna wobec władcy.
23 marca 1903 w Belgradzie miała miejsce ogromna manifestacja niechęci wobec króla. Wzięło w niej udział nawet 100 tys. ludzi, co stanowiło połowę mieszkańców miasta. Król nakazał strzelać do tłumu, co doprowadziło do wielu ofiar śmiertelnych wśród nieuzbrojonych uczestników. Skłoniło to spiskowców do przyspieszenia działań. Jako datę przewrotu wybrano noc z 28 na 29 maja, gdy jeden z konspiratorów i zarazem jeden z królewskich adiutantów, podpułkownik Jovan Naumović, pełnił służbę w pałacu.

## Przebieg wydarzeń w nocy z 28 na 29 maja 1903

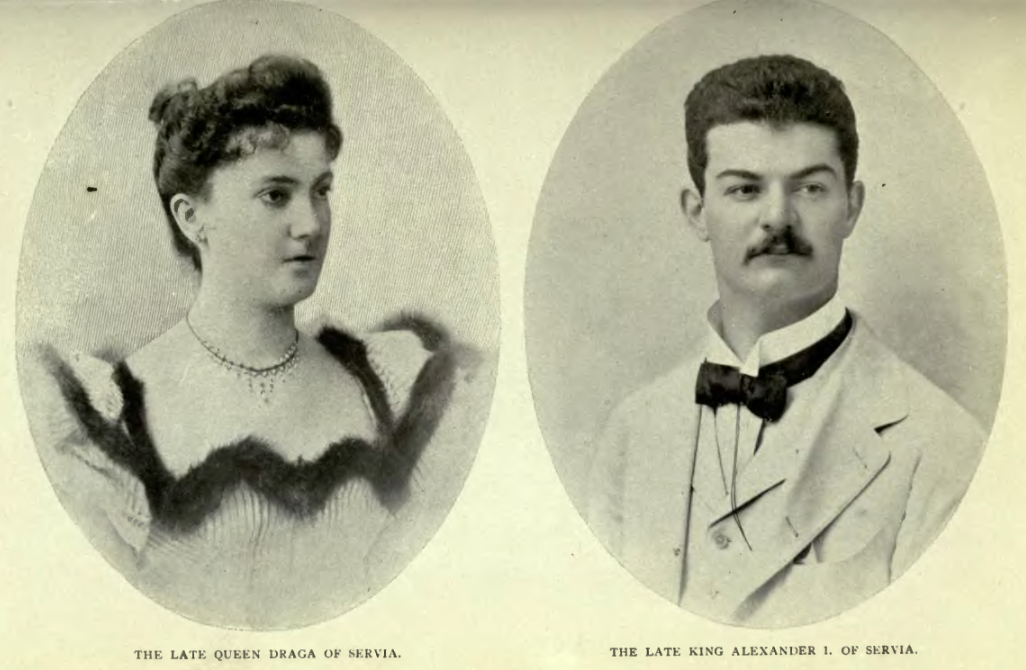
Zamordowana para królewska

Aleksander podejrzewał, że szykowany jest przeciwko niemu spisek wojskowych i 28 maja spisał proklamację stanu oblężenia, uprawniając zarazem policję do natychmiastowych aresztowań wszystkich podejrzanych. Rząd zlekceważył jednak jego obawy.
W nocy z 28 na 29 maja (z 10 na 11 czerwca według nowego porządku) 1903 konspiratorzy, dowodzeni przez płk Aleksandara Mašina, opanowali budynki ministerstw wojny i spraw wewnętrznych, a następnie wyłamali bramę belgradzkiego Starego Pałacu i dostali się do środka. Król i królowa zdołali jednak ukryć się w tajnym pomieszczeniu. W zamieszaniu por. Dimitrijević został poważnie raniony przez straż pałacową. Po dwugodzinnym bezskutecznym przeszukiwaniu pałacu spiskowcy zastraszyli głównego adiutanta króla, gen. Lazara Petrovicia, i zmusili go, by wywołał Aleksandra i Dragę z tajnego pokoju. Gdy król pojawił się w jego drzwiach, został natychmiast zastrzelony. Chwilę później w ten sam sposób zabito królową, a następnie także gen. Petrovicia. Ich zwłoki zostały zmasakrowane i wyrzucone przez okno do pałacowego ogrodu. Wbrew pierwotnym planom, które zakładały zamordowanie jedynie znienawidzonej pary królewskiej, spiskowcy zabili również braci królowej Nikolaja i Nikodije Lunjevicę, oficerów gwardii pałacowej oraz premiera, generała Dimitrije Cincara-Markovicia i ministra wojny. 
Spiskowcy wezwali garnizon belgradzki do poparcia nowego króla Piotra Karadziordziewicia i tak też się stało – wojsko, zarówno w stolicy, jak i na prowincji masowo poparło pucz. Również krajowa opinia publiczna z radością przyjęła zabójstwo Aleksandra I, oznaczające w praktyce wygaśnięcie jego dynastii. Oficerowie, zgodnie ze wcześniejszymi ustaleniami, nie przejęli władzy dla siebie, lecz natychmiast ogłosili tworzenie przez polityków najpopularniejszych partii rządu koalicyjnego. 2 czerwca 1903 Piotr Karadziordziewić oficjalnie został ogłoszony królem Serbii jako Piotr I.